# صلاح البدري
لواء أركان حرب / صلاح البدري قائد عسكري مصري، شغل سابقاً منصب مدير إدارة المخابرات الحربية والاستطلاع بالقوات المسلحة المصرية، وشغل قبلها منصب رئيس جهاز الأمن الحربي بنفس الإدارة.